# Præriens Vagabond
Præriens Vagabond (originaltitel Galloping Gallagher) er en amerikansk stumfilm fra 1924 af Albert S. Rogell.

## Medvirkende
- Fred Thomson som Bill Gallagher
- Hazel Keener som Evelyn Churchill
- Frank Hagney som Joseph Burke
- Nelson McDowell som Leon I. Berry
- N.E. Hendrix som Tub
- Andy Morris som Slim
- Lew Meehan som Henchman
- Bob Reeves som Cowhand